# Lucy Lee Flippin
Lucy Lee Flippin (* 23. Juli 1943 in Philadelphia, Pennsylvania) ist eine US-amerikanische Schauspielerin.
Ihren größten Erfolg feierte sie mit der Serie Unsere kleine Farm in der Rolle der Eliza Jane Wilder, war aber auch bei größeren Filmproduktionen wie 1983 in Flashdance vertreten.

## Filmografie (Auswahl)
- 1956: The Edge of Night (Fernsehserie)
- 1977: Der Stadtneurotiker (Annie Hall)
- 1979–1982: Unsere kleine Farm (Little House on the Prairie, Fernsehserie, 18 Folgen)
- 1983: Flashdance
- 1984: Newhart
- 1984: Alice
- 1985: Agentin mit Herz (Fernseserie S3/E1)
- 1985: Police Academy 2 – Jetzt geht’s erst richtig los (Police Academy 2: Their First Assignment)
- 1987: Summer School
- 1988: Lady in White
- 1988: Golden Girls (The Golden Girls, Fernsehserie, S3/E16)
- 1993: Perfect World
- 2000: Charmed – Zauberhafte Hexen (Charmed, Fernsehserie, S2/E17)
- 2001: The Mind of the Married Man (Fernsehserie, eine Folge)
- 2001: Rat Race – Der nackte Wahnsinn (Rat Race)
- 2002: Für alle Fälle Amy (Judging Amy, Fernsehserie, S3/E22)
- 2001: The King (Kurzfilm)
- 2004: Die Ex-Freundinnen meines Freundes (Little Black Book)
- 2005: Still Standing – Stil not the one (Fernsehserie, eine Folge)
- 2005: Whigmaleerie
- 2007: Urban Decay
- 2008: Prairie Fever